# دی‌هیدرواوریدین
دی‌هیدرواوریدین (به انگلیسی: Dihydrouridine) با فرمول شیمیایی C۹H۱۴N۲O۶ یک ترکیب شیمیایی با شناسه پاب‌کم ۹۴۳۱۲ است. که جرم مولی آن ۲۴۶٫۲۱۷ g/mol می‌باشد. 